# Brüder (1929)
Brüder ist ein semidokumentarischer, deutscher Stummfilm aus dem Jahr 1929 von Werner Hochbaum. Er gilt als einer der ersten und bedeutendsten Proletarierfilme der Weimarer Republik.

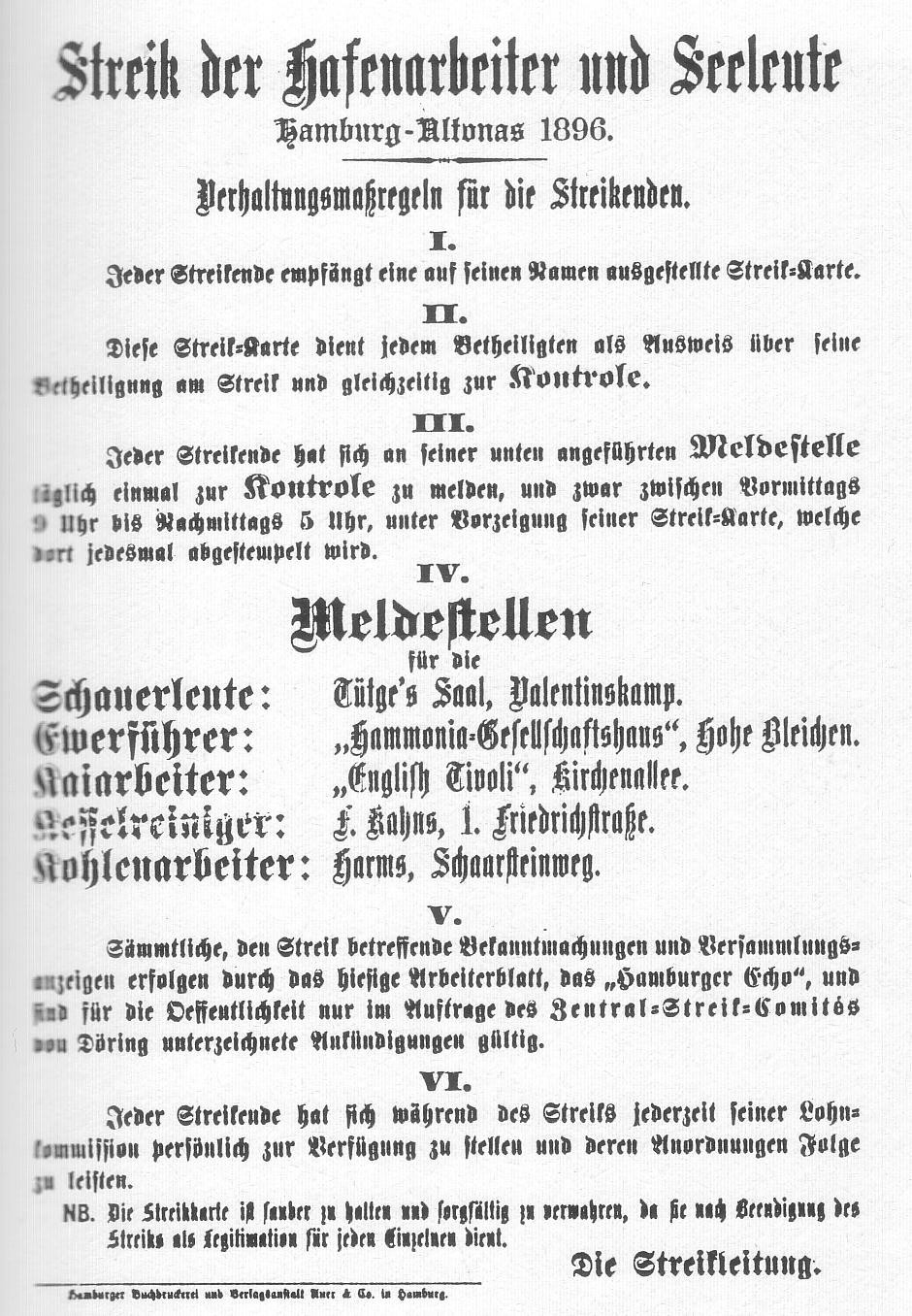
Zeitgenössisches Flugblatt (November 1896) mit Anweisungen zum Verhalten und zur Bedeutung der Streikkarten.

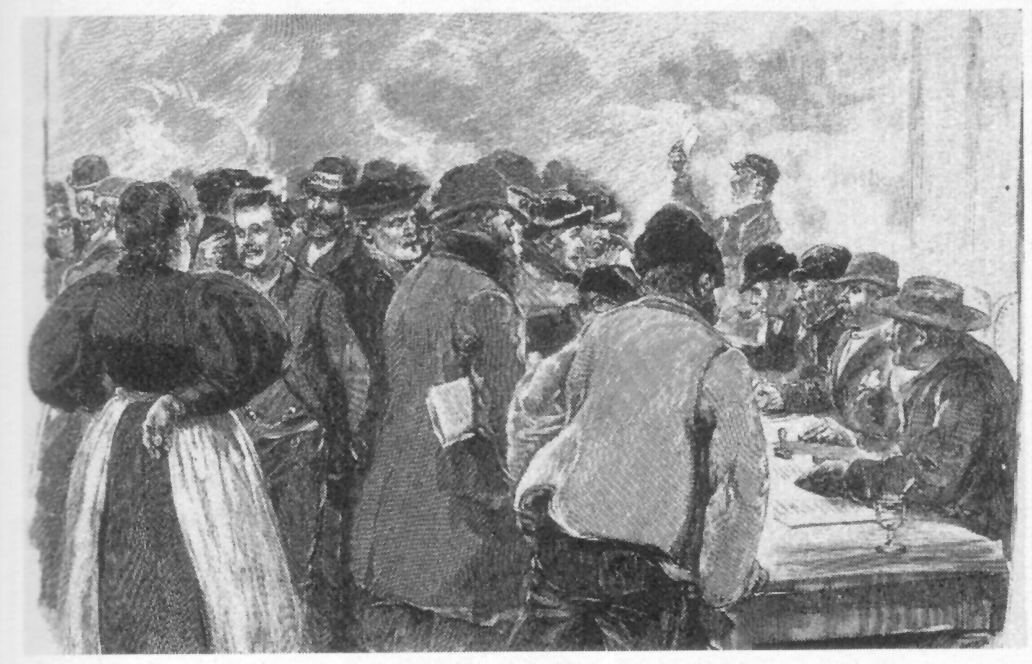
Abstempeln der Streikkarten (Holzstich von Emil Limmer)

## Handlung
Mit Filmnovizen als Laiendarsteller aus dem beschriebenen Milieu (Hafenarbeiter, Arbeiterfrauen und deren Kinder etc.) in den Rollen von Hafenarbeitern, Unternehmern, Müttern, Polizisten, Angestellten, Funktionären und Betrunkenen werden auf möglichst authentische Weise einzelne Szenen aus dem rund elf Monate andauernden Hamburger Hafenarbeiterstreik 1896/97 nachgestellt. Anhand des Schicksals eines engagierten Schauermannes wird von den Anfängen des Streiks, vom Zusammenbruch des Hafenbetriebes sowie von den Solidaritätsbeiträgen aus Großbritannien und Dänemark erzählt, aber auch von den die Lage zusätzlich verschärfenden Witterungsbedingungen des damaligen Winters. Dabei wirkt der Streik sogar bis in die Familien hinein und führt dort zur Konfrontation, etwa die der beiden titelgebenden Brüder – der eine Hafenarbeiter, der andere Polizist. Am Ende wird die Streik-Revolte niedergeschlagen, die klassenkämpferische Idee, so die mit einer flackernden, rot-kolorierten Fahne visualisierte, finale Botschaft des Films, einer angemesseneren, sprich: besseren Bezahlung und gerechterer Arbeitsbedingungen bleibt jedoch bestehen.

## Produktionsnotizen
Brüder entstand im Februar 1929 in Zusammenarbeit mit der Sozialdemokratischen Partei Deutschlands, passierte beide Filmzensurvorlagen am 19. April und am 1. August 1929 und wurde am 28. April desselben Jahres an mehreren Hamburger Schauburg-Kinos uraufgeführt. Die Berliner Premiere fand zwei Monate darauf im Filmeck in der Skalitzer Straße im Rahmen einer Veranstaltung der Sozialistischen Arbeiterjugend statt. Der Sechs- bzw. Siebenakter besaß erst eine Länge von 1722, dann eine Länge von 1989 Metern und wurde allgemein zugelassen.
Hans Popp übernahm die Produktionsleitung. Die von Oscar Lorenzen ausgeführten Filmbauten entwarf Walter Roon-Günteritz.
Wiederaufführungen gab es am 13. März 1975 im DDR-Fernsehen, am 16. April 1976 im Dritten Programm des WDR sowie in einer digital restaurierten Fassung auf arte am 19. September 2022.

## Zeitgenössische Kritiken
Die Kritiken fielen gemischt aus, nachfolgend vier Beispiele:
Heinrich Braune schrieb im Hamburger Echo: “Hochbaum … beweist jetzt, dass er nicht nur das äußerlich Attraktive des russischen Films begriffen hat, sondern imstande ist, selbständig aus dem Geiste der von ihm geschaffenen Dramaturgie heraus Neues und Eigenwüchsiges zu gestalten, nicht russisches, sondern deutsches Arbeiterleben vor der Kamera erstehen zu lassen. Hochbaum hat einen ausgezeichneten Blick für Bildwirkung”
Der Hamburgische Correspondent kam zu einem deutlich negativeren Urteil. Hier heißt es: „Man dachte einen deutschen proletarischen, durch seine Massen wirkenden Bildstreifen zu erzeugen und schuf allenfalls eine mäßige Kopie russisch-revolutionärer Produktion. In Anlehnung an Eisenstein, der es trotz abzulehnender Tendenz verstanden hat, unbestritten fesselnde unkünstlerische Werke zu vollenden. (…) Das einzig Hervorstechende an dem ganzen Werk ist die Tatsache, daß keine Stars und Filmgrößen mitwirken.“
Die Hamburger Nachrichten meinten: „Der Regisseur Hochbaum ist offenbar bei den Russen in die Schule gegangen, besonders ist Pudowkin sein Lehrmeister gewesen. (…) In künstlerischer Hinsicht bleibt Hochbaum hinter seinem bedeutenden Lehrmeister beträchtlich zurück, in der Zielrichtung, den Film als politisches Werbemittel zu benutzen, kann er sich dem Russen jedoch getrost an die Seite stellen. (…) Als politisches Kampfmittel für die Roten und noch Roteren mag der Film seinen Zweck erfüllen, seine manchmal sehr guten Bilder sind zu loben, aber sonst fehlt ihm alles, was ihn zum Kunstwerk stempeln könnte.“
Martin Beheim-Schwarzbach äußerte sich im Film-Journal wie folgt: „Hell erweist sich jedoch das Können des jungen Regisseurs in der Gestaltung kleiner, lebenswahrer Episoden, in der natürlichen, ungeschminkten Art, mit der er seine Arbeiter sich bewegen läßt, und sodann in der Auswahl der Bilder. (…) Ein ganz besonderes Lob sei der Photographie gespendet.“

## Moderne Kritiken
Die Wiederentdeckung von Brüder nach 1945 erfolgte sehr spät; dabei zeigte sich das Echo alles in allem anerkennend-freundlich. Nachfolgend vier Beispiele:
In einer Betrachtung von Zeughauskino ist zu lesen: “Zu Filmbeginn beschreibt sich Brüder als ein Versuch, „mit einfachen Mitteln einen proletarischen Film zu schaffen“. Das Ergebnis ist, passend zu dieser Selbsteinordnung, gleichzeitig bescheiden und entschieden: Die Schauspieler sind größtenteils Laien und Aufnahmen schäbiger Arbeiterquartiere bezeugen die anhaltende Notwendigkeit des Arbeitskampfs. Die geduldige sozialrealistische Beobachtung versetzt Hochbaum allerdings mit markanten Montageketten und Symbolismen.”
Das Lexikon des Internationalen Films schrieb: „Das lange Zeit in Vergessenheit geratene Dokument gilt heute als wichtiges Beispiel des proletarischen Films.“
Das Filmarchiv Austria kommt zu nachfolgender Einschätzung: “… mit BRÜDER entsteht ein Film, der den Blick auf seinen Regisseur prägen wird. Werner Hochbaum gilt als Filmstilist, der sich in den Dienst der Sozialdemokratie stellt. Eine Einschätzung, die zutrifft und doch nicht das gesamte Werk trägt.”
In einem Beitrag zur Berlinale 2022 heißt es: “Am Vorabend der Weltwirtschaftskrise erinnerte Werner Hochbaum mit seinem Rückblick auf die Niederlage des großen Hamburger Hafenarbeiterstreik an die sozialen Errungenschaften, die Gewerkschaften und Sozialdemokratie in der Weimarer Republik durchgesetzt hatten.”